# لسلی گودوینز
لسلی گودوینز (انگلیسی: Leslie Goodwins؛ ‏ ۱۷ سپتامبر ۱۸۹۹ – ۸ ژانویهٔ ۱۹۶۹) کارگردان و فیلم‌نامه‌نویس اهل بریتانیا بود.
از فیلم‌ها یا مجموعه‌های تلویزیونی که وی در آن‌ها نقش داشته‌است، می‌توان به مریخی محبوب من، دیگر وقتش رسیده‌است و جزیره گیلیگن اشاره نمود.